# Collegio di Belfast West
Belfast West è un collegio elettorale nordirlandese della Camera dei Comuni del Parlamento del Regno Unito. Elegge un membro del Parlamento con il sistema maggioritario a turno unico. Il rappresentante del collegio, dal 2011, è Paul Maskey di Sinn Féin.

## Estensione
- 1950–1974: i ward del County Borough of Belfast di Court, Falls, St Anne's, St George's, Smithfield e Woodvale.
- 1974–1983: i ward del County Borough of Belfast di Court, Falls, St Anne's, St George's, Smithfield e Woodvale e le divisioni elettorali del Distretto di Lisburn di Andersonstown, Ballygammon e Ladybrook.
- 1983–1997: i ward del distretto di Belfast di Andersonstown, Ballygomartin, Central, Clonard, Court, Falls, Grosvenor, Highfield, Ladybrook, Milltown, North Howard, St James, Suffolk e Whiterock.
- 1997–2010: i ward del distretto di Belfast di Andersonstown, Beechmount, Clonard, Falls, Falls Park, Glencairn, Glencolin, Glen Road, Highfield, Ladybrook, Shankill, Upper Springfield e Whiterock e i ward del distretto di Lisburn di Collin Glen, Kilwee, Poleglass e Twinbrook.
- dal 2010: i ward del distretto di Belfast di Andersonstown, Beechmount, Clonard, Falls, Falls Park, Glencairn, Glencolin, Glen Road, Highfield, Ladybrook, Shankill, Upper Springfield e Whiterock e i ward della Città di Lisburn di Collin Glen, Dunmurry, Kilwee, Poleglass, Twinbrook e parte di Derryaghy.

Il collegio fu re-istituito nel 1922 (essendo stato in precedenza abolito in occasione delle elezioni edl 1918) quando, per via dell'istituzione del Parlamento di Stormont per l'Irlanda del Nord, il numero dei deputati a Westminster fu drasticamente tagliato. Nel 1983 furono rimosse le aree di Sandy Row e Donegall Road e il collegio rimase incentrato sulla sezione occidentale di Belfast, anche se tra il 1983 e il 1997 incluse l'area intorno ai Docks sul lato nord-orientale dell'Estuario del Lagan. Belfast West comprende anche parte del distretto della città di Lisburn nelle aree di Poleglass e Twinbrook.
Prima delle elezioni generali nel Regno Unito del 2010, fu aggiunto il ward di Dunmurry e la parte settentrionale di Derriaghy; queste modifiche furono approvate tramite consultazione pubblica e ratificate dall'Assemblea dell'Irlanda del Nord. Con una mossa mai verificatasi in precedenza, un ward elettorale venne diviso tra due collegi; il ward di Derriaghy venne infatti separato tra Belfast West e Lagan Valley.

## Storia
Belfast West è storicamente il collegio più nazionalista dei quattro collegi di belfast, anche se solo nell'ultimo decennio i voti per i partiti unionisti sono crollati a livelli bassissimi. Il collegio è costituito da una lunga cintura situata attorno a Falls Road e ai quartieri circostanti, con tre dei cinque ward dell'area unionista di Shankill divisi da una peace line che corre per chilometri e li divide dal resto del collegio. Vi è anche una piccola enclave protestante a Suffolk.
Il collegio è abitato in maniera predominante dalla classe media, e al censimento del 1991 risultata uno dei soli venti collegi in cui la maggior parte delle abitazioni erano statali, anche se vi sono grandi aree residenziali a Andersonstown. Vicino al centro cittadino sono predominanti edifici sia vittoriani che moderni, mentre nei quartieri periferici gli edifici sono stati realizzati principalmente nel dopoguerra.
Il collegio è stato a lungo detenuto dal Partito Unionista dell'Ulster, ma sempre con forti simpatie laburiste. Alle elezioni del 1923 il Partito Laburista di Belfast non riuscì a ottenere il seggio per soli 1.000 voti. Le elezioni suppletive del 1943 furono vinte da Jack Beattie del Partito Laburista dell'Irlanda del Nord, e per i successivi 23 anni il seggio passò dagli unionisti ai nazionalisti/laburisti, questi ultimi rappresentati da una varietà di partiti.
Alle elezioni generali del 1966 il seggio fu conquistato da Gerry Fitt, del Partito Laburista Repubblicano; nel 1970 egli lasciò il partito per divenire fondatore e primo leader del Partito Social Democratico e Laburista (SDLP). Alle elezioni generali del febbraio 1974 Belfast West fu l'unico collegio dell'Irlanda del Nord ad eleggere un deputato che sosteneva l'accordo di Sunningdale; Fitt vinse per soli 2.180 voti nel febbraio 1974 anche a causa della presenza del candidato Albert Price, padre delle sorelle Price che erano in prigione in Inghilterra per azioni legate all'Irish Republican Army. La candidatura di una persona che godeva del sostegno dell'Ulster Volunteer Force alle elezioni generali dell'ottobre 1974 e la decrescita del voto unionista alle elezioni generali del 1979 lo portarono a incrementare il proprio vantaggio negli anni successivi. Detenne il seggio per i successivi nove anni, ma si distanziò progressivamente dai gruppi nazionalisti e alla fine del 1979 lasciò SDLP. Rimase in Parlamento come socialista indipendente, ma perse il seggio alle elezioni generali del 1983, e il deputato di Belfast West divenne Gerry Adams di Sinn Féin. Il voto unionista, che era stato intorno al 30% alle elezioni dell'Assemblea dell'Irlanda del Nord nel 1982, fu tagliato al 20% in conseguenza della modifica dei confini del collegio, che aggiunse l'area lealista di Glencairn, ma rimosse Donegall Road, Sandy Row; venne anche aggiunta l'area nazionalista di Lenadoon.
Le percentuali di voto di Adam, al 37%, non consentivano la maggioranza, e egli raggiunse la vittoria solo grazie al fatto che Fitt e SDLP si divisero il voto contrario a Sinn Féin. Alle elezioni generali del 1987 Adam riuscì a essere rieletto per pochi voti, ma perse poi alle elezioni generali del 1992 grazie a una forte campagna per il voto tattico a favore di Joe Hendron di SDLP fatta dagli unionisti nell'area di Shankill Road.
Verso la metà degli anni '90 la Coundary Commission suggerì di rimuovere l'area di Shankill dal collegio e sostituirla con circa metà di Belfast South, il che avrebbe trasformato il collegio effettivamente in Belfast South West.
Le successive inchieste locali furono contestate, con il SDLP che preferiva le proposte originali della Commissione, che avrebbero aggiunto un'area in cui Sinn Féin aveva meno sostegno, mentre Sinn Féin sosteneva che occorresse aggiungere l'area più repubblicana di Twinbrook e Poleglass (dove il partito era più forte di SDLP). Con tutti i partiti eccetto il SDLP a sostenere la necessità di mantenere quattro seggi a Belfast, l'ultima opzione divenne la proposta finale e Shankill rimase nel collegio.
La modifica ai confini, insieme al cessate il fuoro dell'IRA, fecero salire il livello delle percentuali di Sinn Féin in tutte le elezioni dal 1996, nelle quali presero oltre il 50% dei voti. Alle elezioni generali del 1997 Adam riuscì a riottenere il seggio e lo mantenne anche alle elezioni generali del 2001, del 2005 e del 2010. Nel 2011 decise di candidarsi alle elezioni generali in Irlanda, e lasciò il seggio, dove venne comunque rieletto Paul Maskey di Sinn Féin.

## Membri del parlamento
| Elezione | Elezione            | Deputato             | Partito                         |
| -------- | ------------------- | -------------------- | ------------------------------- |
|          | 1885                | James Horner Haslett | Conservatore                    |
|          | 1886                | Thomas Sexton        | Parlamentare Irlandese          |
|          | 1890                | Thomas Sexton        | Federazione Nazionale Irlandese |
|          | 1892                | H. O. Arnold-Forster | Liberale Unionista              |
|          | 1906                | Joseph Devlin        | Parlamentare Irlandese          |
|          | 1918                | Collegio abolito     | Collegio abolito                |
|          | 1922                | Collegio ricreato    | Collegio ricreato               |
|          | 1922                | Robert Lynn          | Unionista dell'Ulster           |
| 1929     | W. E. D. Allen      |                      | Unionista dell'Ulster           |
|          | W. E. D. Allen      | 1931                 | New Party                       |
|          | 1931                | Alexander Browne     | Unionista dell'Ulster           |
|          | 1943 (S)            | Jack Beattie         | Laburista                       |
|          | 1943                | Jack Beattie         | Laburista Indipendente          |
|          | 1945                | Jack Beattie         | Federazione Laburista           |
| 1949     | Laburista Irlandese | Jack Beattie         |                                 |
|          | 1950                | James MacManaway     | Unionista dell'Ulster           |
| 1950 (S) | Thomas Teevan       |                      | Unionista dell'Ulster           |
|          | 1951                | Jack Beattie         | Laburista Irlandese             |
|          | 1955                | Patricia McLaughlin  | Unionista dell'Ulster           |
| 1964     | James Kilfedder     |                      | Unionista dell'Ulster           |
|          | 1966                | Gerry Fitt           | Laburista Repubblicano          |
|          | 1970                | Gerry Fitt           | SDLP                            |
|          | 1979                | Gerry Fitt           | Indipendente                    |
|          | 1983                | Gerry Adams          | Sinn Féin                       |
|          | 1992                | Joe Hendron          | SDLP                            |
|          | 1997                | Gerry Adams          | Sinn Féin                       |
| 2011 (S) | Paul Maskey         |                      | Sinn Féin                       |

## Risultati elettorali

### Elezioni negli anni 2020
| Partito                    | Partito                                | Candidato                  | Risultati 4 luglio 2024 | Risultati 4 luglio 2024 |
| Partito                    | Partito                                | Candidato                  | Voti                    | %                       |
| -------------------------- | -------------------------------------- | -------------------------- | ----------------------- | ----------------------- |
|                            | Sinn Féin                              | Paul Maskey                | 21 009                  | 52,86                   |
|                            | Popolo Prima del Profitto              | Gerry Carroll              | 5 048                   | 12,70                   |
|                            | SDLP                                   | Paul Doherty               | 4 318                   | 10,86                   |
|                            | DUP                                    | Frank McCoubrey            | 4 304                   | 10,83                   |
|                            | TUV                                    | Ann McClure                | 2 010                   | 5,06                    |
|                            | Alleanza                               | Eóin Millar                | 1 077                   | 2,71                    |
|                            | Aontù                                  | Gerard Herdman             | 904                     | 2,27                    |
|                            | UUP                                    | Ben Sharkey                | 461                     | 1,16                    |
|                            | Verde                                  | Ash Jones                  | 451                     | 1,13                    |
|                            | Indipendente                           | Tony Mallon                | 161                     | 0,41                    |
|                            |                                        |                            |                         |                         |
| Iscritti                   | Iscritti                               | Iscritti                   | 75 346                  | 100,00                  |
| ↳ Votanti (% su iscritti)  | ↳ Votanti (% su iscritti)              | ↳ Votanti (% su iscritti)  | 40 355                  | 53,56                   |
| ↳ Astenuti (% su iscritti) | ↳ Astenuti (% su iscritti)             | ↳ Astenuti (% su iscritti) | 34 991                  | 46,44                   |
|                            |                                        |                            |                         |                         |
|                            | Esito: collegio confermato a Sinn Féin |                            |                         |                         |

### Elezioni negli anni 2010
| Partito                    | Partito                                | Candidato                  | Risultati 12 dicembre 2019 | Risultati 12 dicembre 2019 |
| Partito                    | Partito                                | Candidato                  | Voti                       | %                          |
| -------------------------- | -------------------------------------- | -------------------------- | -------------------------- | -------------------------- |
|                            | Sinn Féin                              | Paul Maskey                | 20 866                     | 53,80                      |
|                            | Popolo Prima del Profitto              | Gerry Carroll              | 6 194                      | 15,97                      |
|                            | DUP                                    | Frank McCoubrey            | 5 220                      | 13,46                      |
|                            | SDLP                                   | Paul Doherty               | 2 985                      | 7,70                       |
|                            | Alleanza                               | Donnamarie Higgins         | 1 882                      | 4,85                       |
|                            | Aontù                                  | Monica Digney              | 1 635                      | 4,22                       |
|                            |                                        |                            |                            |                            |
| Iscritti                   | Iscritti                               | Iscritti                   | 65 629                     | 100,00                     |
| ↳ Votanti (% su iscritti)  | ↳ Votanti (% su iscritti)              | ↳ Votanti (% su iscritti)  | 38 782                     | 59,09                      |
| ↳ Astenuti (% su iscritti) | ↳ Astenuti (% su iscritti)             | ↳ Astenuti (% su iscritti) | 26 847                     | 40,91                      |
|                            |                                        |                            |                            |                            |
|                            | Esito: collegio confermato a Sinn Féin |                            |                            |                            |

| Partito                    | Partito                                | Candidato                  | Risultati 8 giugno 2017 | Risultati 8 giugno 2017 |
| Partito                    | Partito                                | Candidato                  | Voti                    | %                       |
| -------------------------- | -------------------------------------- | -------------------------- | ----------------------- | ----------------------- |
|                            | Sinn Féin                              | Paul Maskey                | 27 107                  | 66,71                   |
|                            | DUP                                    | Frank McCoubrey            | 5 455                   | 13,43                   |
|                            | Popolo Prima del Profitto              | Gerry Carroll              | 4 132                   | 10,17                   |
|                            | SDLP                                   | Tim Attwood                | 2 860                   | 7,04                    |
|                            | Alleanza                               | Sorcha Eastwood            | 731                     | 1,80                    |
|                            | Lavoratori                             | Conor Campbell             | 348                     | 0,86                    |
|                            |                                        |                            |                         |                         |
| Iscritti                   | Iscritti                               | Iscritti                   | 62 421                  | 100,00                  |
| ↳ Votanti (% su iscritti)  | ↳ Votanti (% su iscritti)              | ↳ Votanti (% su iscritti)  | 40 830                  | 65,41                   |
| ↳ Astenuti (% su iscritti) | ↳ Astenuti (% su iscritti)             | ↳ Astenuti (% su iscritti) | 21 591                  | 34,59                   |
|                            |                                        |                            |                         |                         |
|                            | Esito: collegio confermato a Sinn Féin |                            |                         |                         |

| Partito                    | Partito                                | Candidato                  | Risultati 7 maggio 2015 | Risultati 7 maggio 2015 |
| Partito                    | Partito                                | Candidato                  | Voti                    | %                       |
| -------------------------- | -------------------------------------- | -------------------------- | ----------------------- | ----------------------- |
|                            | Sinn Féin                              | Paul Maskey                | 19 163                  | 54,24                   |
|                            | Popolo Prima del Profitto              | Gerry Carroll              | 6 798                   | 19,24                   |
|                            | SDLP                                   | Alex Attwood               | 3 475                   | 9,84                    |
|                            | DUP                                    | Frank McCoubrey            | 2 773                   | 7,85                    |
|                            | UUP                                    | Bill Manwaring             | 1 088                   | 3,08                    |
|                            | UKIP                                   | Brian Higginson            | 765                     | 2,17                    |
|                            | Alleanza                               | Gerard Catney              | 636                     | 1,80                    |
|                            | Lavoratori                             | John Lowry                 | 597                     | 1,69                    |
|                            | Conservatori                           | Paul Shea                  | 34                      | 0,10                    |
|                            |                                        |                            |                         |                         |
| Iscritti                   | Iscritti                               | Iscritti                   | 62 751                  | 100,00                  |
| ↳ Votanti (% su iscritti)  | ↳ Votanti (% su iscritti)              | ↳ Votanti (% su iscritti)  | 35 329                  | 56,30                   |
| ↳ Astenuti (% su iscritti) | ↳ Astenuti (% su iscritti)             | ↳ Astenuti (% su iscritti) | 27 422                  | 43,70                   |
|                            |                                        |                            |                         |                         |
|                            | Esito: collegio confermato a Sinn Féin |                            |                         |                         |

| Partito                    | Partito                                | Candidato                  | Risultati 9 giugno 2011 | Risultati 9 giugno 2011 |
| Partito                    | Partito                                | Candidato                  | Voti                    | %                       |
| -------------------------- | -------------------------------------- | -------------------------- | ----------------------- | ----------------------- |
|                            | Sinn Féin                              | Paul Maskey                | 16 211                  | 70,63                   |
|                            | SDLP                                   | Alex Attwood               | 3 088                   | 13,45                   |
|                            | Popolo Prima del Profitto              | Gerry Carroll              | 1 751                   | 7,63                    |
|                            | DUP                                    | Brian Kingston             | 1 393                   | 6,07                    |
|                            | UUP                                    | Bill Manwaring             | 386                     | 1,68                    |
|                            | Alleanza                               | Aaron McIntyre             | 122                     | 0,53                    |
|                            |                                        |                            |                         |                         |
| Iscritti                   | Iscritti                               | Iscritti                   | 61 202                  | 100,00                  |
| ↳ Votanti (% su iscritti)  | ↳ Votanti (% su iscritti)              | ↳ Votanti (% su iscritti)  | 22 951                  | 37,50                   |
| ↳ Astenuti (% su iscritti) | ↳ Astenuti (% su iscritti)             | ↳ Astenuti (% su iscritti) | 38 251                  | 62,50                   |
|                            |                                        |                            |                         |                         |
|                            | Esito: collegio confermato a Sinn Féin |                            |                         |                         |

| Partito                    | Partito                                | Candidato                  | Risultati 6 maggio 2010 | Risultati 6 maggio 2010 |
| Partito                    | Partito                                | Candidato                  | Voti                    | %                       |
| -------------------------- | -------------------------------------- | -------------------------- | ----------------------- | ----------------------- |
|                            | Sinn Féin                              | Gerry Adams                | 22 840                  | 71,08                   |
|                            | SDLP                                   | Alex Attwood               | 5 261                   | 16,37                   |
|                            | DUP                                    | William Humphrey           | 2 436                   | 7,58                    |
|                            | UCU-NF                                 | Bill Manwaring             | 1 000                   | 3,11                    |
|                            | Alleanza                               | Maíre Hendron              | 596                     | 1,85                    |
|                            |                                        |                            |                         |                         |
| Iscritti                   | Iscritti                               | Iscritti                   | 59 505                  | 100,00                  |
| ↳ Votanti (% su iscritti)  | ↳ Votanti (% su iscritti)              | ↳ Votanti (% su iscritti)  | 32 133                  | 54,00                   |
| ↳ Astenuti (% su iscritti) | ↳ Astenuti (% su iscritti)             | ↳ Astenuti (% su iscritti) | 27 372                  | 46,00                   |
|                            |                                        |                            |                         |                         |
|                            | Esito: collegio confermato a Sinn Féin |                            |                         |                         |

### Elezioni negli anni 2000
| Partito                    | Partito                                | Candidato                  | Risultati 5 maggio 2005 | Risultati 5 maggio 2005 |
| Partito                    | Partito                                | Candidato                  | Voti                    | %                       |
| -------------------------- | -------------------------------------- | -------------------------- | ----------------------- | ----------------------- |
|                            | Sinn Féin                              | Gerry Adams                | 24 348                  | 70,48                   |
|                            | SDLP                                   | Alex Attwood               | 5 033                   | 14,57                   |
|                            | DUP                                    | Diane Dodds                | 3 652                   | 10,57                   |
|                            | UUP                                    | Chris McGimpsey            | 779                     | 2,26                    |
|                            | Lavoratori                             | John Lowry                 | 432                     | 1,25                    |
|                            | Rainbow Dream Ticket                   | Lynda Gilby                | 154                     | 0,45                    |
|                            | Indipendente                           | Liam Kennedy               | 147                     | 0,43                    |
|                            |                                        |                            |                         |                         |
| Iscritti                   | Iscritti                               | Iscritti                   | 53 808                  | 100,00                  |
| ↳ Votanti (% su iscritti)  | ↳ Votanti (% su iscritti)              | ↳ Votanti (% su iscritti)  | 34 545                  | 64,20                   |
| ↳ Astenuti (% su iscritti) | ↳ Astenuti (% su iscritti)             | ↳ Astenuti (% su iscritti) | 19 263                  | 35,80                   |
|                            |                                        |                            |                         |                         |
|                            | Esito: collegio confermato a Sinn Féin |                            |                         |                         |

| Partito                    | Partito                                  | Candidato                  | Risultati 7 giugno 2001 | Risultati 7 giugno 2001 |
| Partito                    | Partito                                  | Candidato                  | Voti                    | %                       |
| -------------------------- | ---------------------------------------- | -------------------------- | ----------------------- | ----------------------- |
|                            | Sinn Féin                                | Gerry Adams                | 27 096                  | 66,12                   |
|                            | SDLP                                     | Alex Attwood               | 7 754                   | 18,92                   |
|                            | DUP                                      | Eric Smyth                 | 2 641                   | 6,44                    |
|                            | UUP                                      | Chris McGimpsey            | 2 541                   | 6,20                    |
|                            | Lavoratori                               | John Lowry                 | 736                     | 1,80                    |
|                            | Third Way                                | David Kerr                 | 113                     | 0,28                    |
|                            | Rainbow Dream Ticket                     | Rainbow George Weiss       | 98                      | 0,24                    |
|                            |                                          |                            |                         |                         |
| Iscritti                   | Iscritti                                 | Iscritti                   | 59 653                  | 100,00                  |
| ↳ Votanti (% su iscritti)  | ↳ Votanti (% su iscritti)                | ↳ Votanti (% su iscritti)  | 40 982                  | 68,70                   |
| ↳ Astenuti (% su iscritti) | ↳ Astenuti (% su iscritti)               | ↳ Astenuti (% su iscritti) | 18 671                  | 31,30                   |
|                            |                                          |                            |                         |                         |
|                            | Esito: collegio passa da UUP a Sinn Féin |                            |                         |                         |

## Risultati dei referendum

### Referendum sulla permanenza del Regno Unito nell'Unione europea del 2016
|                  | Collegio     | Lasciare UE % | Rimanere in UE % |
| ---------------- | ------------ | ------------- | ---------------- |
|                  | Belfast West | 25,90%        | 74,10%           |
| Irlanda del Nord | 44,22%       | 55,78%        |                  |
|                  | Regno Unito  | 51,89%        | 48,11%           |